# Aishwarya Rai Bachchan
Aishwarya Rai Bachchan (Mangalore, Indija, 1. studenog 1973.) indijska je glumica i pobjednica izbora za Miss svijeta 1994. godine. 
Primarno poznata po nastupima u indijskim filmovima, etablirala se kao jedna od najpopularnijih i najutjecajnijih slavnih osoba u Indiji kroz svoju uspješnu glumačku karijeru. Rai je dobila brojna priznanja, uključujući dvije indijske filmske nagrade Filmfare, nagradu „Padma Shri” Vlade Indije i nagradu francuske vlade „Ordre des Arts et des Lettres” 2012. godine. U medijima je često spominjana kao "najljepša žena na svijetu".
Dok je bila na koledžu, Rai je radila nekoliko manekenskih poslova. Nakon pojavljivanja u nekoliko televizijskih reklama, sudjelovala je na izboru za Miss Indije, na kojem je zauzela drugo mjesto. Potom je okrunjena za Miss svijeta 1994., nakon čega je počela dobivati ponude, da glumi na filmu. Debitirala je u tamilskom filmu „Iruvar” Mani Ratnama iz 1997. godine i glumila u svom prvom filmu na hindskom jeziku „Aur Pyaar Ho Gaya” iste godine. Njezin prvi komercijalni uspjeh bila je tamilska romantična drama „Jeans” (1998.), koja je u to vrijeme bila najskuplji film snimljen u indijskoj kinematografiji. Postigla je širi uspjeh i osvojila dvije nagrade za najbolju glumicu na Filmfareu za svoje uloge u filmovima „Hum Dil De Chuke Sanam” (1999.) i „Devdas” (2002.).
Dobila je kritičko priznanje za portretiranje strastvene umjetnice u tamilskom ljubavnom filmu „Kandukondain Kandukondain” (2000.), Tagoreove junakinje Binodini u bengalskom filmu „Chokher Bali” (2003.), depresivne žene u drami „Raincoat” (2004.). Glumila je Kiranjit Ahluwaliju u britanskom dramskom filmu „Provoked” (2006.), te medicinsku sestru u drami „Guzaarish” (2010.). Njeni najveći komercijalni uspjesi bili su: romansa „Mohabbatein” (2000.), avanturistički film „Dhoom 2” (2006.), povijesne romanse „Guru” (2007.) i „Jodhaa Akbar” (2008.), znanstvenofantastični film „Enthiran” (2010.) i romantična drama „Ae Dil Hai Mushkil” (2016).
Udala se za glumca Abhisheka Bachchana 2007.; par ima jednu kćer. Svekar je poznati indijski glumac Amitabh Bachchan. Izvan filmskih snimanja, ima dužnosti ambasadorice nekoliko dobrotvornih organizacija i kampanja. Ona je ambasadorica dobre volje za Zajednički program Ujedinjenih naroda za AIDS (UNAIDS). Godine 2003. bila je prva indijska glumica koja je bila član žirija na filmskom festivalu u Cannesu.